# Sparbanken Finn

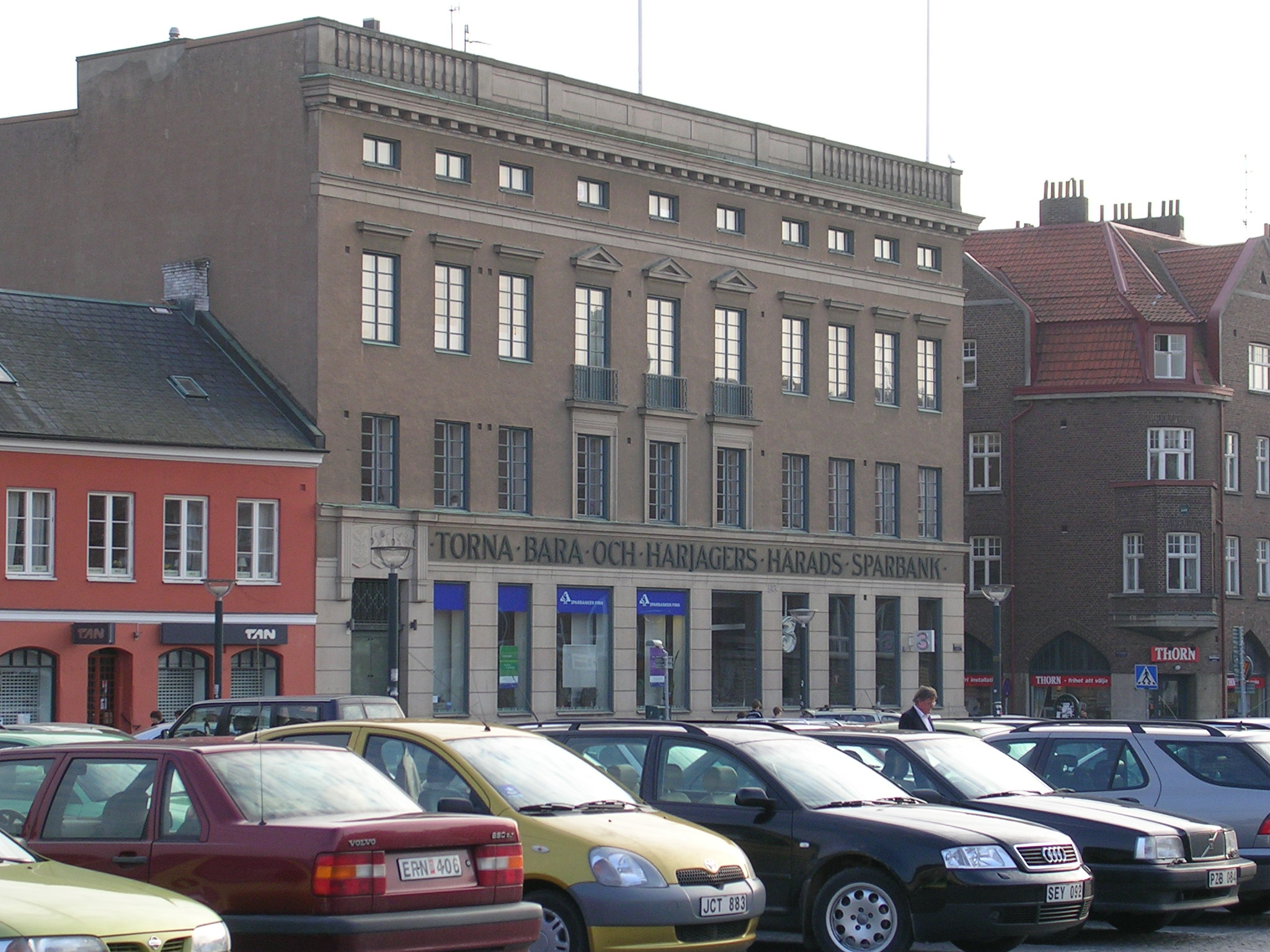
Bankhuset på Mårtenstorget i Lund.

Sparbanken Finn var en fristående sparbank med verksamhet i södra Sverige från bildandet 1990 till sammanslagningen med Sparbanken Gripen 2010. Banken valde att inte samarbeta med Swedbank och samarbetade istället med Sparbanken Gripen och Sparbanken Syd om administrativa tjänster genom Cerdo Bankpartner. Huvudkontoret låg i Lund.

## Historik

### Bildande
Sparbanken Finn bildades 1 september 1990 genom en sammanslagning av Lundabygdens Sparbank och Eslöv-Onsjö Sparbank under namnet "Sparbanken Lund Eslöv", för att 6 juni 1991 anta namnet "Sparbanken Finn". Eslöv-Onsjö Sparbank hade bildats 1965 genom en fusion mellan Eslövs Sparbank (1866) och Onsjö Härads Sparbank (1861). Bankens historia sträcker sig tillbaka till  Sparbanken i Lund som bildades 1833.
Sparbanken Finn stod utanför den större sparbankssammanslagning som ledde till bildandet av Sparbanken Sverige. Detta ledde till att Finn blev Sveriges största fristående sparbank.
Under mitten av 1990-talet reducerades antalet bankkontor kraftigt från 24 till 14. Sparbanken Finn var istället tidiga med satsning på datorbank via Internet.

### Uppbrott med Föreningssparbanken
Vid bildandet av Föreningssparbanken erbjöds de fristående sparbankerna att ta över Föreningsbankens kontor i deras område. Sparbanken Finn var en av tre sparbanker som tackade nej till detta erbjudande. Sparbanken Finn och Sparbanken Gripen valde istället att helt lämna samarbetet med Föreningssparbanken. Finn och Gripen menade att principbestämmelsen som låg bakom överlåtande av kontoren hotade deras självständighet.
De sex Föreningsbankskontoren i Finns område togs över av Färs och Frosta sparbank, som därmed blev en direkt konkurrent. Sparbanken Finn svarade på detta genom att år 1999 etablera ett kontor i Hörby (nedlagt 2013). År 1999 öppnade man även ett kontor i Hotell Kramer i Malmö och började således konkurrera där. Under början av 2000-talet etablerades ytterligare kontor i Malmö.
År 2007 etablerades Sparbanken Finn på ytterligare orter genom att öppna kontor i Landskrona och Trelleborg. Kontoret i Åkarp avvecklades år 2009.
År 2002 etablerade Sparbanken Finn en lokal aktiemarknad. Denna upphörde år 2011.

### Samgående med Gripen
16 september 2009 meddelade Sparbanken Finn tillsammans med Sparbanken Gripen att man hade planer på att gå samman och bilda en ny regional bank för Öresundsregionen  med tänkt huvudkontor i Malmö.
Den 1 november 2010 sammanslogs Sparbanken Finn och Sparbanken Gripen till Sparbanken Öresund.
I samband med sammanslagning omvandlades sparbanken till bankaktiebolag. För ägandet bildades två sparbanksstiftelser, Sparbanksstiftelsen Gripen och Sparbanksstiftelsen Öresund. Sedan 2014 är Sparbanksstiftelsen Öresund delägare i Sparbanken Skåne. I maj 2016 beslutades sig Sparbanksstiftelsen Öresund för att byta namn till Sparbanksstiftelsen Finn.